# Pabellón Multiusos Ciudad de Cáceres

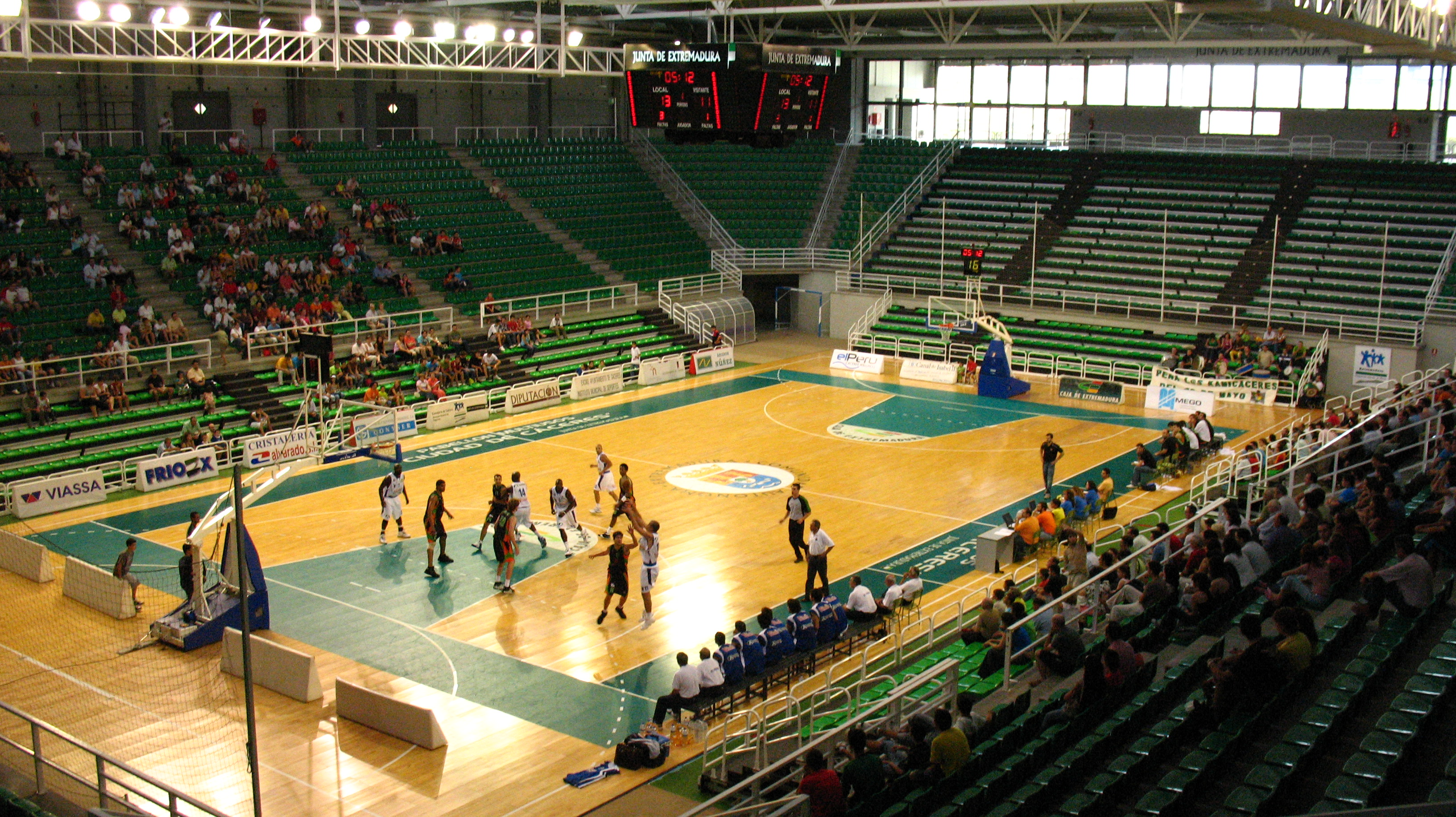
Aspecto del pabellón durante la disputa del trofeo Cáceres Patrimonio de la Humanidad.

El Pabellón Multiusos Ciudad de Cáceres es una instalación polideportiva situada en la ciudad de Cáceres (España). Se encuentra ubicado en el barrio Nuevo Cáceres del distrito Sur, en la avenida Pierre de Coubertain, y en él disputan sus encuentros como local el Cáceres Patrimonio de la Humanidad de la liga LEB Oro así como el Forma Cáceres 2016 de LNFS.
La capacidad del recinto, dependiendo de la actividad a la que se destine, varía entre los 5000 y 6500 espectadores en (Conciertos).
Parte fija:5213  + Parte móvil: 475(los dos laterales) y 370 (los dos fondos) = 6058

## Historia
El pabellón se construyó ante la necesidad que tenía la ciudad extremeña de dotarse con un recinto deportivo que pudiera acoger encuentros de élite y estimulada sobre todo por la intención de proporcionar al ya desaparecido Cáceres C.B. un escenario donde poder jugar sus partidos como equipo local en la liga ACB, ya que el Pabellón Universitario V Centenario donde había ido haciéndolo hasta el momento se demostraba insuficiente en muchos aspectos. 
La obra tuvo un coste cercano a los 800 millones de pesetas (4,8 millones de euros aproximadamente) y fue financiada por la Junta de Extremadura.
El edificio se construyó con el objetivo de dotar a la ciudad de un recinto adecuado o un espacio multiusos que pudiera por un lado ser sede de competiciones de baloncesto, voleibol, fútbol sala, balonmano, gimnasia y tenis entre otros, y por otro, de acoger encuentros culturales y sociales de cualquier tipo, como conciertos o exposiciones. Es un edificio además, sin barreras arquitectónicas con 60 plazas adaptadas a personas con discapacidad.
La presentación oficial del pabellón tuvo lugar el 4 de septiembre de 2000, y el primer encuentro deportivo que se disputó en este recinto fue el encuentro que enfrentó al Cáceres C.B. frente al Adecco Estudiantes el 9 de septiembre de 1999 ante 5300 espectadores, que significó además la inauguración oficial del mismo.El equipo local ganó 92-77.
En la actualidad el pabellón es utilizado como cancha en la que disputan sus encuentros como local distintos equipos de la ciudad de Cáceres tales como el Cáceres Patrimonio de la Humanidad de la LEB Oro de baloncesto o el Forma Cáceres 2016 de la división de plata de la LNFS.
Además el pabellón ha servido como escenario de diversos eventos culturales, mítines políticos etc, y a finales de 2007 se convirtió por primera vez en la sede del Master Nacional de Tenis del que a la postre resultó vencedor Fernando Verdasco.
En los meses de enero y febrero de 2023 se acometería la modernización de su equipamiento con la renovación del parquet, de la iluminación y del videomarcador para adaptar las instalaciones a la normativa internacional de la FIBA.

## Grandes eventos deportivos celebrados

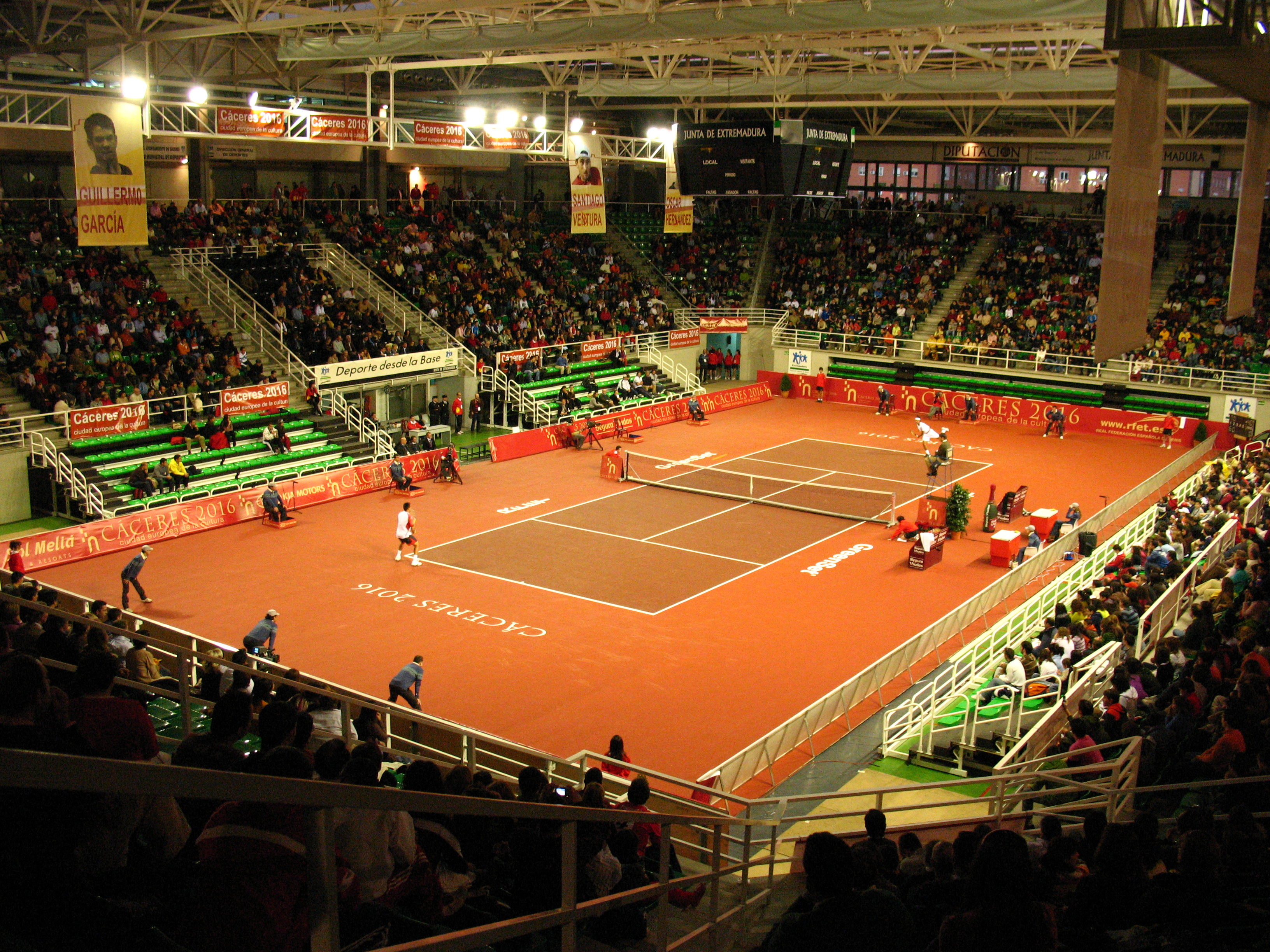
Interior del pabellón en una imagen tomada durante la disputa del Master Nacional de Tenis 2007.

### Gimnasia
- Encuentro internacional de gimnasisa: España vs Rumanía (2006).[4]
- Campeonato de España  escolar de Gimnasia" (2012).
- Campeonato de España  escolar de Judo" (2012).
- Campeonato de España Gimnasia Artística Masculina y Femenina" (2015).

### Tenis
- Master Nacional de Tenis 2007.[5]

### Baloncesto
- Finales a 4 de ascenso a la ACB, LEB Oro y LEB plata 2008.[6]
- Torneo Preolímpico de Extremadura de selecciones nacionales masculinas absolutas 2008.[7]
- Campeonato de España Cadete de baloncesto en silla de ruedas - Enero de 2014.[8]

### Fútbol Sala
- Final de la Copa del Rey de Fútbol Sala 2018 entre el FC Barcelona Lassa y el Jaén Paraíso Interior FS.[9]